# Gildwiller
Gildwiller (deutsch Gildweiler) ist eine französische Gemeinde mit 259 Einwohnern (Stand 1. Januar 2022) im Département Haut-Rhin in der Region Grand Est (bis 2015 Elsass). Sie gehört zum Kanton Masevaux-Niederbruck und ist Mitglied des Gemeindeverbandes Sud Alsace Largue.

## Geografie
Gildwiller liegt 13 Kilometer südlich von Cernay im Sundgau im Tal des Soultzbach.

## Geschichte
Der Name Gildwiller ist abgeleitet vom germanischen Namen Geldulf und vom lateinischen Wort villare, was Gehöft oder Weiler heißt, und wiederum von villa abgeleitet ist. Er bedeutet also „Gehöft des Geldulf“.
In den Urkunden des Klosters Murbach wird der Ort als Gyldulfoviler 728 erstmals erwähnt. Dem Heiligen Morandus (1075–1115) wird nachgesagt, dass er das Bildnis Unserer Lieben Frau in der Wallfahrtskirche auf einem Hügel bei Gildweiler jeden Freitag besuchte. Der Wallfahrtsplatz gilt als einer der ältesten im Elsass.
Bis 1648 gehörte die Gemeinde zur Grafschaft Pfirt. Ab dem Deutsch-Französischen Krieg (1870–1871) bis zum Ende des Ersten Weltkrieges gehörte Gildweiler im Reichsland Elsaß-Lothringen zum Deutschen Reich und war dem Kreis Altkirch im Bezirk Oberelsaß zugeordnet.

### Bevölkerungsentwicklung

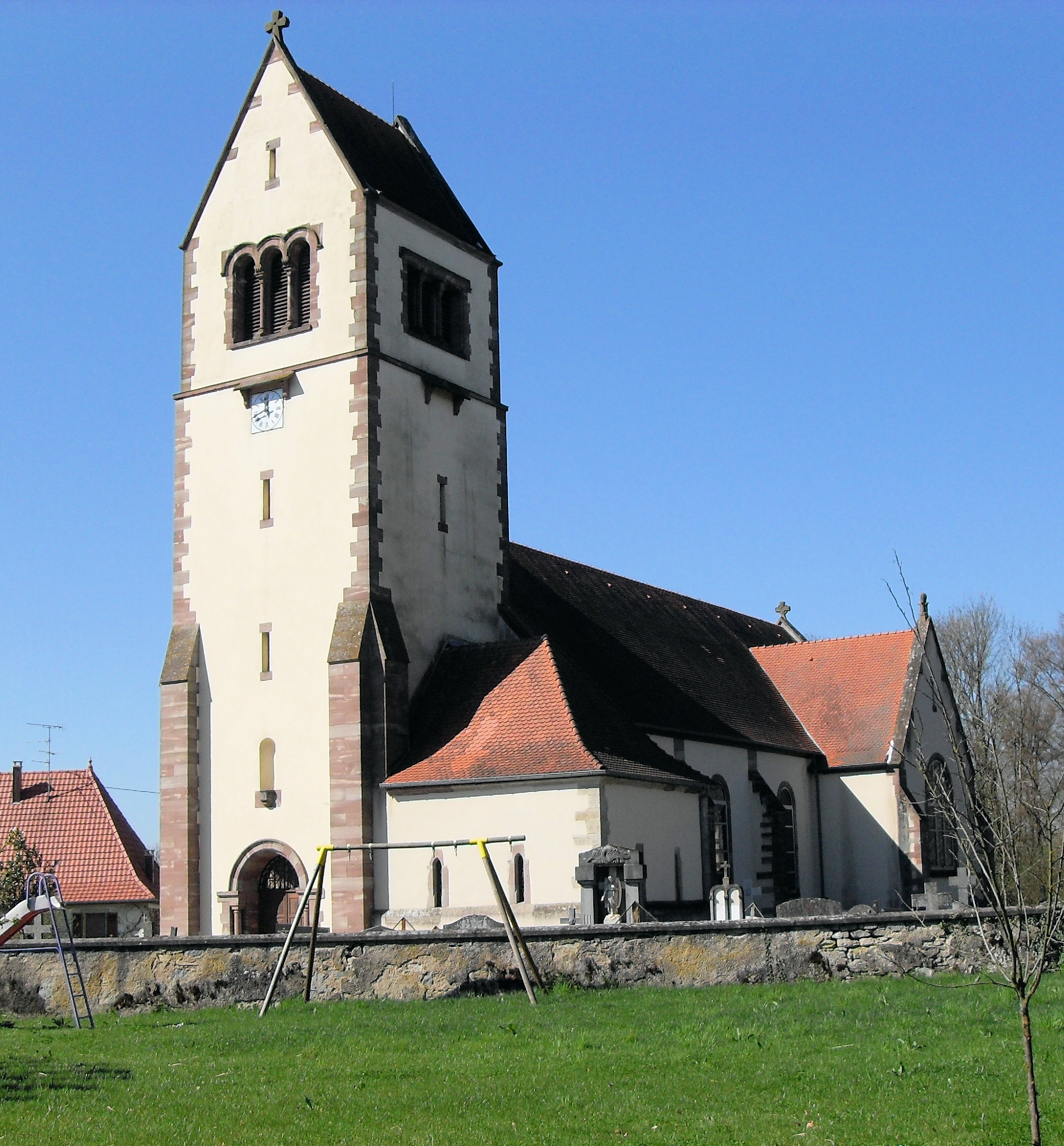
Kirche der Erscheinung des Herrn (Église de l’Épiphanie-de-Notre-Seigneur)

| Jahr      | 1910 | 1962 | 1968 | 1975 | 1982 | 1990 | 1999 | 2007 | 2017 |
| Einwohner | 253  | 152  | 169  | 188  | 244  | 282  | 278  | 280  | 271  |

## Wirtschaft
Das Bild der Landschaft wird von Obstbäumen, Feldern und Wald geprägt. Haupterwerbszweige sind Ackerbau, Rinderzucht und Forstwirtschaft. In Gildwiller ist außerdem eine Brauerei ansässig.